# オートゥイユ競馬場
オートゥイユ競馬場（オートゥイユけいばじょう、Hippodrome d'Auteuil）は、フランスパリの近郊にある障害競走専門の競馬場である。所有・運営はフランスギャロで、パリ大障害を開催する競馬場として知られている。

## 概要
1830年代から始まったフランスの障害競走は次第に人気を帯び、障害競走専用の競馬場を望むようになる。オートゥイユ競馬場はブローニュの森内に建設された競馬場で、1873年11月1日に初の開催が行われた。
1874年5月25日に、後のパリ大障害となるフランスグランドナショナルを開催し、以後フランス障害競走の最高峰として位置づけられている競馬場である。

Hippodrome d'Auteuil

## コース

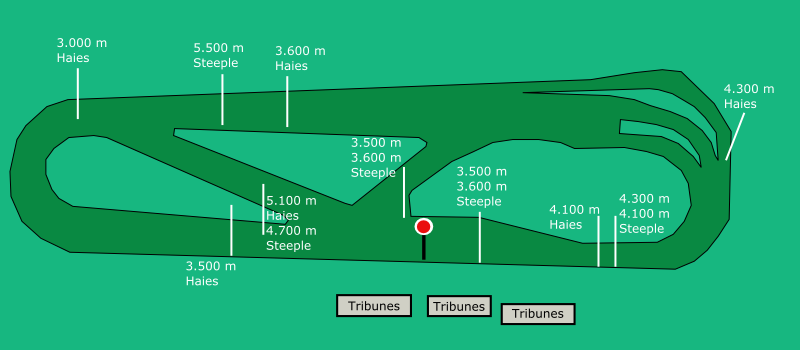
オートゥイユ競馬場コース概要

全コースとも芝馬場で競走が行われる。
- ハードル（置障害競走）コース

全長2,418メートル。最長距離は5,100メートル。
- スティープルチェイス（固定障害競走）コース

外周り2,239メートル、内周り2,166メートル。最長距離は5,800メートル。

## 主な競走
- パリ大障害
- ラエ・ジュスラン賞
- ルノー・デュ・ヴィヴィエ賞